# Sekt oder Selters (Album)
Sekt oder Selters ist das fünfte Studioalbum des deutschen Musikers Marius Müller-Westernhagen, es wurde am 29. Februar 1980 veröffentlicht.

## Hintergrund
Westernhagen war zu dieser Zeit bereits als Schauspieler und Musiker erfolgreich. Auch größere Tourneen bestritt er schon. Sekt oder Selters wurde von Lothar Meid in den Union Studios, München produziert. Die Aufnahmen fanden vom 7. bis 12. Dezember 1979 statt, der Mix vom 20. bis 23. Dezember 1979. Das Cover zeigt Westernhagen im Unterhemd rechts neben einer Frau rauchend am Tisch sitzend. Die Idee dazu stammt von ihm selbst. Igor Luther ist der Fotograf des Coverbildes, die weiteren Fotos stammen von Katrin Schaake, Westernhagens Freundin, sowie einem Fotografen namens Heidegger.

## Rezeption
Das Album erreichte Platz 22 der deutschen Albumcharts, dies allerdings erst im Januar 1981. Es erreichte im Oktober 1981 Goldstatus. 

## Titelliste
| Nr. | Titel                          | Länge |
| --- | ------------------------------ | ----- |
| 1.  | Lady                           | 3:52  |
| 2.  | Ich bin zum Wetten geboren     | 2:43  |
| 3.  | Mary                           | 2:33  |
| 4.  | In meiner Bude flipp’ ich aus  | 3:35  |
| 5.  | Hass‘ mich oder lieb’ mich     | 4:15  |
| 6.  | Sie hat meine Lunte gefunden   | 2:00  |
| 7.  | Mein Schatz                    | 3:21  |
| 8.  | Oh, Gisela                     | 2:32  |
| 9.  | Der Junge auf dem weißen Pferd | 3:32  |
| 10. | Belmondo                       | 2:47  |
| 11. | Gute Nacht, Hermann            | 3:00  |